# 프레데리크 쇼팽 동상 (바르샤바)

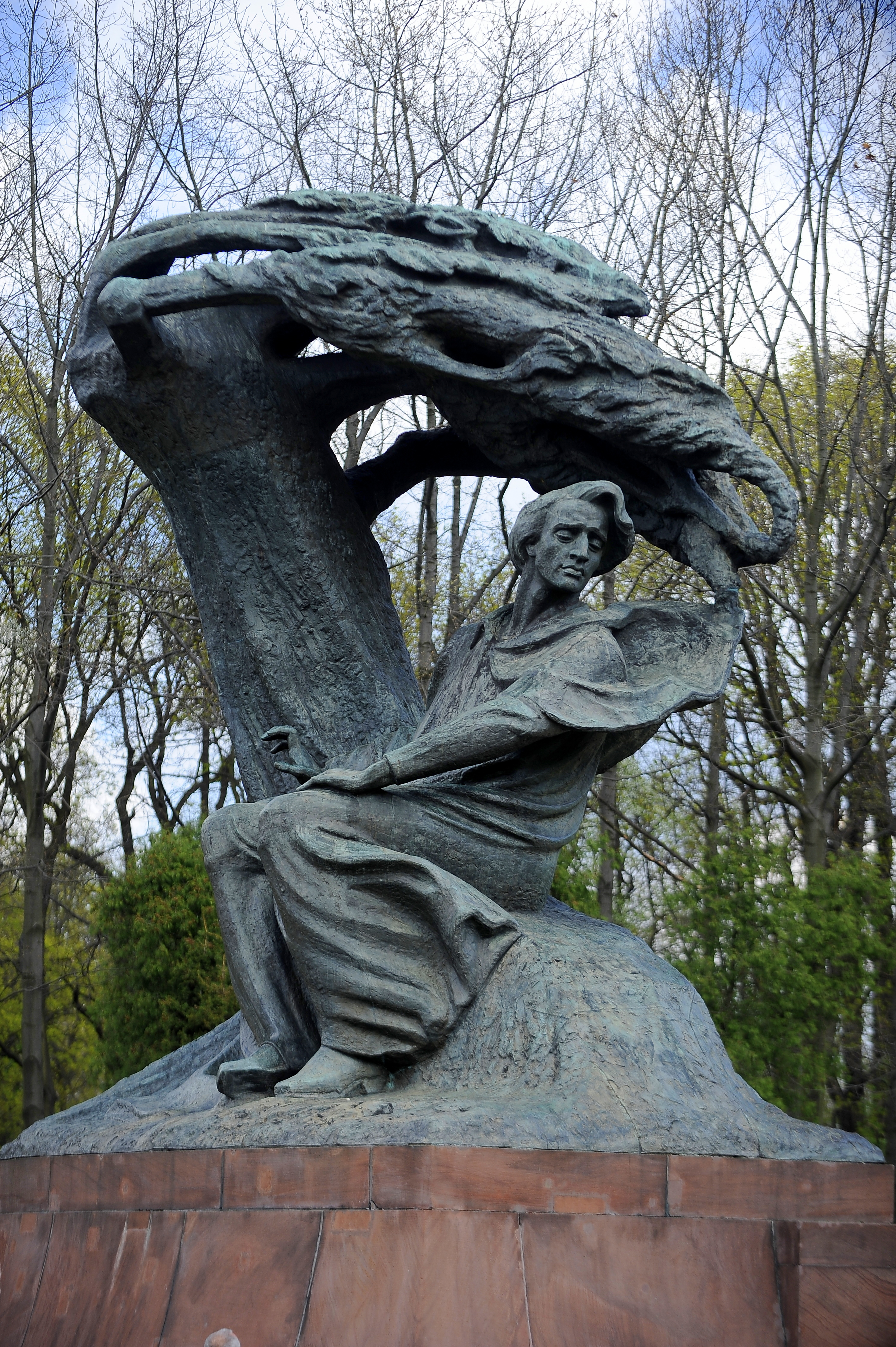
프레데리크 쇼팽 기념물

프레데리크 쇼팽 동상(폴란드어: Pomnik Fryderyka Chopina)은 폴란드 마조프셰주 바르샤바 와지엔키 공원에 있는 기념물이다. 폴란드 조각가 바츠와프 시마노프스키가 디자인 한 것으로, 작곡가 프레데리크 쇼팽을 기리는 대형 청동상이다.

## 역사
이 조각상은 1810년 쇼팽 탄생 100주년을 기념하여 건립될 예정이었으나 디자인에 대한 논란과 제1차 세계 대전 발발로 건립이 지연되었다. 1926년 주조되어 완성되었다. 수상작을 선정한 심사위원단에는 앙투안 부르델, 요제프 피우스 지콘스키 등이 포함되었다.

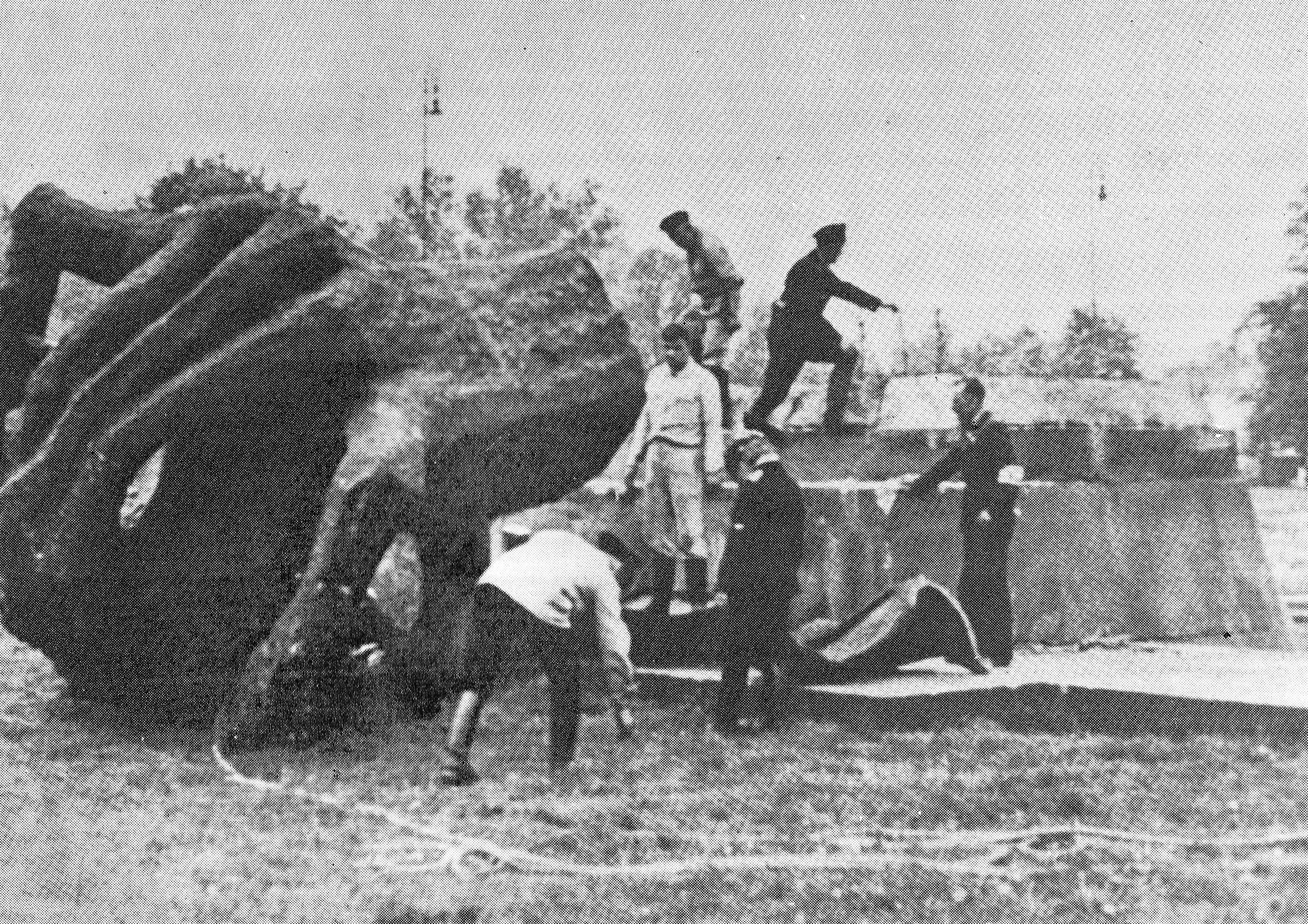
독일군에 의해 파괴된 동상 (1940년)

이 동상은 제2차 세계 대전 중인 1940년 5월 31일 한스 프랑크의 명령에 따라 폭파되었으며, 바르샤바를 점령한 독일군이 파괴한 최초의 기념물이었다. 지역 전설에 따르면, 그 다음날 그 자리에서 손으로 쓴 표지판이 발견되었는데, 거기에는 "누가 나를 파괴했는지는 모르지만 그 이유는 안다. 내가 너희 지도자의 장례 행진곡을 연주하지 않도록 하기 위해서다."라고 쓰여 있었다고 한다.
전쟁이 끝난 후 동상은 재건되었다.건축가 오스카르 소스노프스키가 붉은 사암으로 만든 받침대와 분지를 설계했다.. 받침대의 비문은 다음과 같다. "1940년 5월 31일 독일군에 의해 파괴되고 약탈당한 프리데리크 쇼팽 동상. 1946년 10월 17일 국가에 의해 재건되었다." 동상에 새겨진 또 다른 비문은 아담 미츠키에비치의 서사시 Konrad Wallenrod에서 인용한 것이다. "불길이 우리의 그려진 역사를 삼키고, 칼을 휘두르는 도둑이 우리의 보물을 약탈할 것이지만, 노래는 구원될 것이다..."
전쟁에서 살아남은 원래의 조각상 틀을 사용하여 복제품을 주조할 수 있었고, 1958년에 원래 자리에 설치되었다.